# British Army im Ersten Weltkrieg
Der Erste Weltkrieg war der verlustreichste Konflikt in der Geschichte der British Army. Anfangs eine reine Freiwilligenarmee, hatte das britische Heer Ende 1918 seine maximale Stärke von 3.820.000 Mann erreicht. Die meisten von ihnen kämpften auf dem Hauptkriegsschauplatz an der Westfront in Frankreich und Belgien gegen das Deutsche Reich, starke Kontingente kämpften außerdem an den Fronten im Nahen Osten gegen das Osmanische Reich und auf dem Balkan sowie in Italien gegen die verbündeten Mittelmächte.
Das Heer speiste sich aus vier verschiedenen Quellen. Die erste war die etwa 247.000 Soldaten umfassende stehende (reguläre) Armee, von denen in Friedenszeiten mehr als die Hälfte als Garnison im britischen Empire eingesetzt wurden. Sie wurden durch etwa 270.000 Reservisten ergänzt. Diese bildeten das Rückgrat der British Expeditionary Force (BEF). Die zweite Quelle bildeten die rund 246.000 Mann starken Territorialstreitkräfte, die ursprünglich für die Landesverteidigung vorgesehen waren, aber zur Verstärkung der BEF eingesetzt wurden, nachdem die reguläre Armee in den ersten Schlachten des Krieges schwere Verluste erlitten hatte. Die dritte Quelle setzte sich aus Männern zusammen, die dem Aufruf von Kriegsminister Lord Kitchener zur Einberufung von Freiwilligen in den Jahren 1914–1915 gefolgt waren (daher der Name Kitchener’s Army) und 1916 in der Schlacht an der Somme erstmals zum Einsatz kamen. Die vierte Quelle waren Einberufene nach der Einführung der Wehrpflicht im Januar 1916, die zur Verstärkung bestehender Formationen genutzt wurden.

## Organisation
Die Organisation des britischen Heeres während des Ersten Weltkriegs war auf die wachsenden Anforderungen der imperialen Expansion zurückzuführen. Den Rahmen bildeten das System der freiwilligen Rekrutierung und das Regimentssystem, das durch die Cardwell- und Childers-Reformen des späten 19. Jahrhunderts festgelegt worden war. Die britische Armee war in erster Linie für Angelegenheiten des Empire und die darauf folgenden Kolonialkriege vorbereitet und eingesetzt worden. Zum Ende des 19. und Anfang des 20. Jahrhunderts, zeigte der Zweiten Burenkrieg (1899–1902), die Mängel in Taktik, Führung und Verwaltung auf. Der Esher-Bericht von 1904 empfahl radikale Reformen, wie die Schaffung eines Heeresrates (Army Council), eines Generalstabs, die Abschaffung des Amtes des Oberbefehlshabers der Streitkräfte und die Einsetzung eines Generalstabschefs. Die Haldane-Reformen von 1907 schufen formell eine Expeditionsarmee mit sieben Divisionen (eine Kavallerie- und sechs Infanteriedivisionen), reorganisierten die Freiwilligen in eine neue Territorialarmee mit vierzehn Kavallerie- und vierzehn Infanteriedivisionen und wandelten die alte Miliz in eine Spezialreserve zur Verstärkung der Expeditionsarmee um.
Bei Ausbruch des Krieges im August 1914 war die britische Armee eine kleine Berufsarmee. Sie bestand aus 247.432 Soldaten, die in vier Garderegimentern, 68 Linienregimentern, 31 Kavallerieregimentern, Artillerie und Unterstützungstruppen organisiert waren. Die meisten Infanterieregimenter hatten zwei reguläre Bataillone, von denen eines in der Heimat und das andere in Übersee stationiert war. Fast die Hälfte der regulären Armee (74 der 157 Infanteriebataillone und 12 der 31 Kavallerieregimenter) waren im gesamten Britischen Empire stationiert. Das Royal Flying Corps war bis 1918 Teil der britischen Armee. Bei Ausbruch des Krieges bestand es aus 84 Flugzeugen. Die reguläre Armee wurde von der Territorial Force unterstützt, die im September 1913 rund 246.000 Mann zählte und bei Kriegsausbruch zur Landesverteidigung eingesetzt wurde. Im August 1914 gab es drei Arten von Reserven:
- Die Army Reserve umfasste 145.350 Soldaten, die ihren Dienst in der Armee beendet hatten und nach ihrer Rückkehr ins Zivilleben in die Reserve eintraten. Sie erhielten einen Wochenlohn von 3 Shilling und 6 Pence und mussten an 12 Ausbildungstagen pro Jahr teilnehmen.
- Die Special Reserve umfasste weitere 64.000 Mann. Ein Special Reservist hatte zunächst eine sechsmonatige Vollzeitausbildung und wurde während dieser Zeit wie ein regulärer Soldat bezahlt; danach hatten sie drei oder vier Wochen Ausbildung pro Jahr.
- Die National Reserve umfasste etwa 215.000 Mann, die in einem von den Territorial Force County Associations geführten Register eingetragen waren. Diese Männer hatten zwar militärische Erfahrung, aber nur etwa 60.000 wurden als willens oder fähig eingestuft, eine aktive Rolle im In- oder Ausland zu übernehmen.[3]

### Feldarmee
Im Laufe des Krieges wurden insgesamt fünf Feldarmeen und 5 Armeekorps aufgestellt.
- First Army
- Second Army
- Third Army
- Fourth Army
- Fifth Army
- K1 Army Group
- K2 Army Group
- K3 Army Group
- K4 Army Group
- K5 Army Group
- K6 Army Group

Eine Feldarmee wurde in der Regel von einem General befehligt. Ihm stand ein Stab aus 140 Mann zur Verfügung.

### Korps
Im August 1914 führte die britische Armee eine neue Kommandoebene ein, um der französischen Armee zu entsprechen. Ursprünglich bestand jedes Korps aus 2 Divisionen, entwickelte sich aber bald zu einer elastischen Formation, bei der sich die Anzahl der Divisionen änderte. Ein Korps wurde von einem Generalleutnant befehligt. Sein Stab bestand aus 89 Mann. Die vier Teilstreitkräfte waren durch vier Stabsoffiziere mit folgenden Funktionen vertreten:
- Brigadier-General General Staff
- Deputy Adjutant
- Quartermaster General
- Brigadier-General Royal Artillery
- Chief Engineer
- Commander of the Corps Heavy Artillery
- Assistant Director Veterinary Services[7]

### Division
Eine Infanteriedivision bestand 1914 aus drei Infanterie- und vier Artilleriebrigaden (letztere entsprachen eher Abteilungen). Hinzu kamen unterstützende Einheiten wie 2 Pionierkompanien, 1 Fernmeldekompanie, eine Kavallerieschwadron, ein Divisionstrain und drei Feldlazarette. Die gesamte Division umfasste 18.073 Mann und 5.592 Pferde. Eine Division wurde von einem Generalmajor kommandiert, der von einem 82 Mann starken Stab unterstützt wurde. Der Stab bestand aus dem Generalstabsoffizier, der den Stab leitete, einem Brigadegeneral der Royal Artillerie, einem stellvertretenden Adjutanten und Generalquartiermeister sowie einem Offizier der Royal Engineers.

## Rekrutierung und Wehrpflicht
Im August 1914 hatten sich 300.000 Männer zum Kampf gemeldet und bis Ende September waren weitere 450.000 hinzugekommen. Ein herausragendes Merkmal der ersten Monate der Mobilmachung war die Bildung von Pals-Bataillonen d. h. von Männern, die zusammen lebten und arbeiteten und die als Anreiz für die Rekrutierung gemeinsam trainieren und in denselben Einheiten dienen durften. Diese Politik sorgte dafür, dass bei Gefallen der Pals-Bataillone ganze Gemeinden in Großbritannien unverhältnismäßig hohe Verluste hinnehmen mussten. Mit der Einführung der Wehrpflicht im Januar 1916 wurden keine weiteren Pals-Bataillone mehr aufgestellt.
Die Wehrpflicht für ledige Männer wurde im Januar 1916 eingeführt. Der Military Service Act 1916 legte fest, dass Männer im Alter von 18 bis 41 Jahren zum Dienst in der Armee einberufen werden konnten, sofern sie nicht verheiratet (oder verwitwet mit Kindern) waren oder sich in Unabkömmlichstellung befanden. Diese Gesetzgebung galt nicht für Irland, obwohl es damals Teil des Vereinigten Königreichs war. Im Mai 1916 wurde die Wehrpflicht auf verheiratete Männer ausgedehnt. Bis dahin hatten sich mehr als 2,6 Millionen Männer freiwillig zum Dienst gemeldet, weitere 2,3 Millionen wurden vor Kriegsende eingezogen. Ende 1918 hatte die Armee ihre Höchststärke von 3.820.000 Männern erreicht.
Eine Analyse der Sterberegister aus der Hunderttageoffensive legt nahe, dass etwa 60 % der Gefallenen Wehrpflichtige waren und dass das Durchschnittsalter der Toten trotz der kürzlich erfolgten Senkung der Altersgrenze für den Dienst an der Westfront von neunzehn auf achtzehneinhalb Jahre immer noch bei Mitte zwanzig lag. Auch Frauen meldeten sich freiwillig. Bis Kriegsende hatten sich 80.000 Frauen verpflichtet. Sie dienten hauptsächlich als Krankenschwestern im Queen Alexandra’s Imperial Military Nursing Service (QAIMNS), in der First Aid Nursing Yeomanry (FANY), im Voluntary Aid Detachment (VAD) und ab 1917 in der Armee, als das Women’s Army Auxiliary Corps (WAAC) gegründet wurde. Das WAAC war in vier Abteilungen unterteilt: Küche, Mechanik, Büro und Sonstiges. Die meisten blieben an der Heimatfront, aber etwa 9 000 dienten in Frankreich.

### Musterung
Obwohl die Standards weiterhin uneinheitlich waren, gab es 1915 vier Kategorien für die Musterung von Rekruten:
- Klasse A: Tauglich für den Dienst im In- und Ausland.
- Klasse B: Vorübergehend untauglich für den Dienst im Ausland.
- Klasse C: Nur für den Dienst in der Heimat geeignet.
- Klasse D: Untauglich für den Dienst im In- oder Ausland.

Die Musterungskommissionen führten Inspektionen durch und erteilten Einstufungen, während reisende Musterungskommissionen, bestehend aus zwei Sanitätsstabsoffizieren und einem Stabsoffizier eines anderen Regiments oder Korps, die Anforderungen überprüften und nach Juli 1915 untaugliche Männer erneut untersuchten. Der zuständige Sanitätsoffizier unterzog den Rekruten bei seiner Ankunft an seinem Dienstort einer letzten Untersuchung.  Die reisenden Kommissionen bewerteten auch die untauglichen und genesenden Soldaten; diejenigen, die sich erholen sollten, wurden zur Behandlung in ein Kommandodepot geschickt. Im Oktober 1915 wurden überarbeitete Kategorien eingeführt, um verschiedene Standards der Tauglichkeit abzudecken:
- Tauglich für den allgemeinen Dienst.
- Fit für den Felddienst in der Heimat.
- Fit für den Garnisonsdienst
  - im Ausland
  - im Inland
- Tauglich  für
  - körperliche Arbeit
  - für Bürotätigkeiten
- Untauglich für jeglichen Militärdienst[14]

## Uniform
Die Felduniform war ein khakifarbener Waffenrock. Offiziere und Männer hatten drei Arten von Dienstkleidung, die für verschiedene Aufgaben getragen wurden: Eine Zeremonienuniform, eine Marschuniform und ein Exerzierunifrom. Darüber hinaus gab es zwei weitere Uniformen für Offiziere, eine Uniform für die Offiziersmesse und ein Gehrock. Offiziere trugen maßgeschneiderte Jacken mit einer offenen Vorderseite, die den Hemdkragen und die Krawatte zeigte; die Jacken der anderen Dienstgrade waren bis zum Hals zugeknöpft. Die Jacken hatten große Taschen. Offiziere trugen ihre Rangabzeichen an den Manschetten, Unteroffiziere trugen Streifen an den Ärmeln und alle anderen Dienstgrade hatten Regimentsabzeichen aus Metall an den Schulterstücken. Berittene Infanterieoffiziere trugen Cordhosen, während abgesessene Offiziere Knickerbockerhosen mit Gamaschen trugen. 
Die anderen Dienstgrade trugen Serge-Hosen und Wickelgamaschen. Highlandregimenter trugen einen Kilt im entsprechenden Schottenkaro, der von einer khakifarbenen Schürze und Gamaschen am Unterschenkel bedeckt war. Alle Infanteristen trugen braune Stiefeletten. Die Offiziere der Kavallerie trugen ebenfalls Kniehosen, aber braune Stiefel mit Sporen; die anderen Dienstgrade trugen Hosen mit Gamaschen und Stiefeletten mit Sporen. Die Kopfbedeckung bestand aus einer einfachen weichen Schirmmütze. Ab Frühjahr 1916 war die British Army mit dem Mark I Steel Helmet auch bekannt als Brodie-Helm ausgestattet. Der Helm bestand aus einer Manganstahl-Legierung, die ihn widerstandsfähig gegen Splitter und Schrapnell machte, und war innen mit einem Lederfutter sowie einer Polsterung ausgestattet, um den Tragekomfort zu erhöhen und den Aufprall abzumildern. Ein einfacher Kinnriemen aus Leder sorgte dafür, dass der Helm sicher auf dem Kopf blieb. Mit einem Gewicht von etwa 900 Gramm (inklusive Futter und Riemen) war der Brodie-Helm verhältnismäßig leicht.

## Kommando

### Offiziersauswahl
Im August 1914 zählte die britische Armee 28.060 Offiziere, von denen 12.738 reguläre Offiziere waren, der Rest gehörte zur Reserve. Im November 1918 war die Zahl der Offiziere in der Armee auf 164.255 gestiegen. Dabei handelte es sich um die Überlebenden unter den 247.061 Offizieren, die während des Krieges ein Offizierspatent erhalten hatten.
Die meisten Vorkriegsoffiziere stammten aus Familien mit militärischen Verbindungen, aus dem Adel oder aus dem Hochadel; eine öffentliche Schulbildung war fast unabdingbar. 1913 waren etwa 2 % der regulären Offiziere aus den Reihen der Armee befördert worden. Das Offizierskorps bestand während des Krieges aus regulären Offizieren der Friedens- und Territorialarmee, aus Offizieren die während des Krieges ein ständiges oder befristetes Offizierspatent erhalten hatten.
Im September 1914 kündigte Kitchener an, dass er Freiwillige und reguläre Unteroffiziere suchte, um Offiziere für die wachsende Armee bereitzustellen. Die meisten Freiwilligen kamen aus der Mittelschicht, wobei die größte Gruppe von Kaufleuten und Büroangestellten (27 %) stammte, gefolgt von Lehrern und Studenten (18 %). Im März 1915 wurde festgestellt, dass 12.290 Männer, die in den Reihen der Armee dienten, Mitglieder eines Offiziersausbildungskorps (Officers' Training Corps, OTC) an einer Universität oder öffentlichen Schule gewesen waren. Die meisten von ihnen beantragten und erhielten ein Offizierspatent.
Sobald ein Kandidat als Offizier ausgewählt wurde, konnte die Beförderung schnell erfolgen. Neben der raschen Beförderung senkte der Krieg auch das Alter der Bataillonskommandeure merklich. Im Jahr 1914 waren sie über 50 Jahre alt, während das Durchschnittsalter eines Bataillonskommandeurs in der BEF zwischen 1917 und 1918 bei 28 Jahren lag. Zu diesem Zeitpunkt war es offizielle Politik, dass Männer, die älter als 35 Jahre waren, nicht mehr als Bataillonskommandeure in Frage kamen. Dieser Trend spiegelte sich auch bei den Nachwuchsoffizieren wider. So war Anthony Eden der spätere Premierminister mit 18 Jahren Adjutant eines Bataillons aber diente mit 20 bereits als Major in der 198. Brigade.
Der Krieg bot auch Möglichkeiten für den Aufstieg in den Generalstab, vor allem in der Anfangszeit, als viele ehemalige hohe Offiziere aus dem Ruhestand zurückgerufen wurden. Einige von ihnen erwiesen sich aufgrund ihres fortgeschrittenen Alters, ihrer mangelnden Dienstbereitschaft oder ihrer mangelnden Kompetenz und Eignung als unzureichend. Die meisten wurden noch vor Ende des ersten Kriegsjahres aus dem Dienst entlassen und hinterließen eine Lücke, die durch Offiziere niedrigeren Ranges gefüllt werden musste. Die Kritik an der Qualität der Stabsarbeit im Krimkrieg und im Zweiten Burenkrieg hatte unter Kriegsminister Aylmer Haldane zu tiefgreifenden Veränderungen geführt. Das Staff College in Camberley wurde stark erweitert, und Kitchener gründete 1904 ein weiteres, das Staff College in Quetta für Offiziere der indischen Armee. Als der Krieg im August 1914 ausbrach, gab es jedoch kaum genügend Absolventen, um das BEF zu besetzen. Viermonatige Stabslehrgänge wurden eingeführt und mit Regimentsoffizieren besetzt, die nach Abschluss ihrer Ausbildung in verschiedene Hauptquartiere versetzt wurden. Infolgedessen war die Stabsarbeit erneut schlecht, bis Ausbildung und Erfahrung langsam Abhilfe schafften. 1918 mussten sich die Stabsoffiziere, die ausschließlich für den statischen Grabenkrieg ausgebildet worden waren, den Anforderungen des halboffenen Krieges anpassen.

## Militärdoktrin
Der Herausgeber des offiziellen britischen Werkes über den Krieg, Brigadegeneral James Edward Edmonds, stellte fest, dass

“In every respect the British Expeditionary Force of 1914 was  incomparably the best trained, best organised and best equipped British Army that ever went forth to war”

„In jeder Hinsicht war die British Expeditionary Force von 1914 zweifellos die am besten ausgebildete, am besten organisierte und am besten ausgerüstete britische Armee, die jemals in den Krieg zog.“

Dies war zum Teil auf die Haldane-Reformen zurückzuführen und darauf, dass die Armee selbst die Notwendigkeit von Veränderungen erkannte. Die Ausbildung begann mit der individuellen Unterweisung im Winter, gefolgt von der Schwadron-, Kompanie- oder Batterieausbildung im Frühjahr, der Regiments-, Bataillons- und Brigadeausbildung im Sommer und den Divisions- und Interdivisionsübungen sowie den Armeemanövern im Spätsommer und Herbst. Die gemeinsame Doktrin wurde im Field Service Pocket Book dargelegt, das Haig 1906 in seiner Funktion als Director of Staff Studies im Kriegsministerium eingeführt hatte. Der Zweite Burenkrieg hatte die Armee auf die Gefahren von Feuerzonen die durch Gewehre mit langer Reichweite gesäubert wurden aufmerksam gemacht. Anstelle von Salvenfeuer und Frontalangriffen wurde mehr Gewicht auf das Vorrücken in erweiterter Ordnung, die Nutzung verfügbarer Deckung, den Einsatz von Artillerie zur Unterstützung des Angriffs, Flanken- und Konvergenzangriffe sowie Feuer und Bewegung gelegt. Die Armee erwartete, dass die Einheiten so weit wie möglich in einer Schusslinie vorrückten, ohne das Feuer zu eröffnen und dann in aufeinanderfolgenden Wellen angriffen.
Im Januar 1910 wurde auf der Generalstabskonferenz beschlossen, dass die Kavallerie in Angriffs- und Verteidigungstaktiken der Infanterie unterrichtet werden sollte. Sie war die einzige Kavallerie einer europäischen Großmacht, die sowohl für den berittenen als auch für den abgesessenen Kampf ausgebildet und mit denselben Gewehren wie die Infanterie statt mit Karabinern ausgerüstet war. Außerdem wurde die Kavallerie vor Kriegsausbruch mit Schanzwerkzeugen ausgestattet. Die Infanterie war von der Taktik der Buren inspiriert und wurde von Colonel Charles Monro, Leiter der School of Musketry bei Cheriton, als formelle Doktrin eingeführt. 1914 war das britische Gewehrfeuer so effektiv, dass die Deutschen Berichten zufolge glaubten, sie hätten es mit einer großen Anzahl von Maschinengewehren zu tun. Die Armee konzentrierte sich auf Schießtraining, um die Treffsicherheit zu verbessern und eine Feuerrate von 15 Schüssen pro Minute auf 270 m zu erreichen.

## Disziplin
Die Armee unterstand letztlich der politischen Autorität. Seit der Glorreichen Revolution von 1688 war der Krone kein stehendes Heer im Vereinigten Königreich mehr gestattet. Die meisten Disziplinarvorschriften im Ersten Weltkrieg stammten aus dem Army Act von 1881, obwohl einige Vergehen im aktiven Dienst strenger geahndet wurden, z. B. standen Plünderungen oder Gehorsamsverweigerung grundsätzlich unter Todesstrafe. Geringfügigere Vergehen wurden von den kommandierenden Offizieren geahndet. Dabei konnte ein Kompaniechef eine Geldstrafe verhängen oder die Männer zum Kasernendienst einteilen. Ein Bataillonskommandeur konnte Arrest verhängen, oder eine Feldstrafe von bis zu 28 Tagen anordnen (Offiziere und höhere Unteroffiziere wurden außer bei sehr geringfügigen Vergehen vor ein Kriegsgericht gestellt).

Das Schlagen eines Untergebenen war ein Vergehen, doch war es in einigen Einheiten nicht ungewöhnlich, dass Offiziere ein Auge zudrückten, wenn Unteroffiziere die Disziplin durch Gewalt aufrechterhielten, oder dies sogar selbst taten. Männer, die schwerwiegende Vergehen begangen hatten, wurden vor ein Standgericht gestellt, was manchmal zur Hinrichtung führte. Anders als bei einem Kriegsgericht in Friedenszeiten gab es keinen qualifizierten Rechtsoffizier, der das Gericht beriet, aber seit Anfang 1916 war häufig ein Court Martial Officer – in der Regel ein Offizier mit juristischer Erfahrung im Zivilleben – anwesend, um diese Aufgabe zu übernehmen.

Der Angeklagte hatte das Recht, gegen die Zusammensetzung des Gremiums Einspruch zu erheben (z. B. wenn einer der Offiziere mit dem Fall in Verbindung stand oder ein schlechtes Verhältnis zum Angeklagten hatte) und seinen Fall vorzutragen. Dabei konnte er auf Wunsch von einem Offizier (einem „Prisoner's Friend“) verteidigt werden. Der Offizier, der das Kriegsgericht einberief, durfte nicht daran teilnehmen. Um die Gefahr zu verringern, dass er sich der Meinung eines Vorgesetzten beugte stimmte der rangniedrigste Offizier zuerst ab. Die Gerichte sollten jedoch ausdrücklich schnell zu einer Entscheidung kommen und wurden manchmal von höherer Stelle ermutigt, an bestimmten Vergehen ein Exempel zu statuieren. In 89 % der Fälle sprachen die Kriegsgerichte die Angeklagten schuldig, wobei es sich in den meisten Fällen um Vergehen wie unerlaubtes Fernbleiben vom Dienst, Trunkenheit oder Ungehorsam handelte. Die Haftstrafen wurden häufig zur Bewährung ausgesetzt, um die Soldaten von einer Straftat abzuhalten, um der Front zu entkommen, aber auch, um einem Verurteilten die Möglichkeit zu geben, sich eine Begnadigung wegen guter Führung zu verdienen.
Ein Todesurteil musste einstimmig gefällt und von verschiedenen Offizieren schriftlich bestätigt werden, während es die Befehlskette durchlief. Ein Bataillons- und Brigadekommandeur neigte dazu, zu seiner eigenen Beurteilung Stellung zu nehmen, während sich höhere Generäle eher mit der Art des Vergehens und dem Zustand der Disziplin in der betreffenden Einheit befassten. Der Judge Advocate General überprüfte die Berichte ebenfalls auf Unregelmäßigkeiten, bevor sie vom Oberbefehlshaber des betreffenden Einsatzgebietes endgültig bestätigt wurden. Von den 3.080 während des Krieges zum Tode verurteilten Männern wurden 346 Männer tatsächlich hingerichtet, die meisten von ihnen (266) wegen Desertion, Mord (37) und Feigheit vor dem Feind (18). Damals war man der Ansicht, dass an den Männern, die desertierten, ein Exempel statuiert werden musste, gerade weil die meisten Soldaten im Kampf Angst hatten. Auch die Soldaten an der Front waren manchmal der Meinung, dass diejenigen, die ihre Kameraden durch Desertion „im Stich ließen“, „es verdienten, erschossen zu werden“. Desertion bedeutete in der Regel eine Abwesenheit von 21 Tagen. Bei den Hingerichteten lag das Durchschnittsalter bei Mitte zwanzig. Dreißig Prozent waren reguläre Soldaten oder Reservisten, 40 Prozent waren Kitchener-Freiwillige, 19 Prozent waren irische, kanadische oder neuseeländische Freiwillige, aber nur neun Prozent waren Wehrpflichtige, was auf Nachsicht mit den Wehrpflichtigen hindeutet, von denen viele unter 21 Jahre alt waren und die gegen Ende des Krieges den Großteil der Armee ausmachten.

### Militärpolizei
Zur Aufrechterhaltung der Disziplin unter den Truppen gab es eine Militärpolizei. Diese Polizei war dem Generaladjutanten unterstellt, wurde aber von einem Provost marshal im Feld überwacht. Die Polizei hatte das Recht, jeden anzuhalten und zu verhaften, der im Verdacht stand, gegen die militärischen Vorschriften zu verstoßen, einschließlich potenzieller Deserteure, Männer, die ohne Passierschein angetroffen wurden, und solche, die bei Plünderungen oder unrechtmäßigen Requisitionen angetroffen wurden. Sie konnte auch Soldaten festnehmen, die verdächtigt wurden, Straftaten wie Gewalt gegen die lokale Bevölkerung, Vergewaltigung oder Mord begangen zu haben. Darüber hinaus waren sie für das Einsammeln von Nachzüglern, die Einrichtung von Posten in den Kommunikationsgräben, die Kontrolle der Zivilbevölkerung im Kampfgebiet, den Umgang mit Kriegsgefangenen und die Patrouillen in den rückwärtigen Gebieten und Häfen zuständig. Die Redcaps, wie sie genannt wurden, rekrutierten sich aus Zivilpolizisten, ehemaligen Soldaten und Einheiten der Infanterie und Kavallerie.

### Motivation

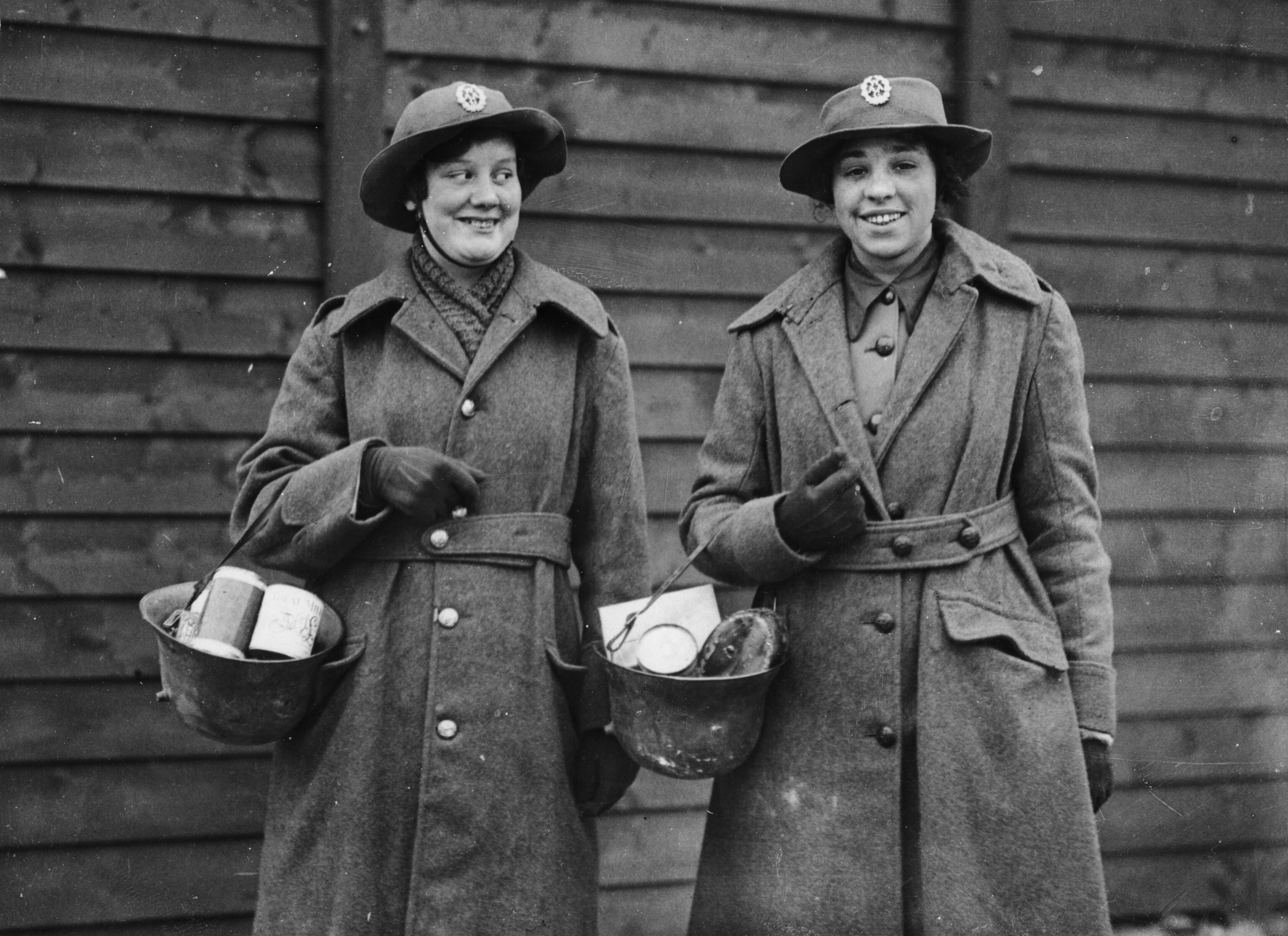
Frauen des WAAC nutzen erbeutete deutsche Stahlhelme (26. April 1918)

Zu Beginn des Krieges wurde Mut nur mit einer begrenzten Anzahl von Auszeichnungen belohnt. Das Victoria Coss (VC) stand allen Dienstgraden für die höchsten Tapferkeitsleistungen zu. Offiziere konnten für Tapferkeit oder herausragende Taten zu companions of the Distinguished Service Order (DSO) ernannt werden. Darüber hinaus konnten ihnen die verschiedenen Grade von Ritterorden verliehen werden. Untere Ränge konnten für herausragendes Verhalten im Feld mit der Distinguished Conduct Medal (DCM) ausgezeichnet werden, deren Beliebtheit durch eine Geldprämie erhöht wurde. Es wurde jedoch bald klar, dass das bestehende System einen Weltkrieg nicht überstehen würde. Aufgrund der großen Zahl der in den ersten sechs Monaten verliehenen DSO und DCM wurden im Dezember 1914 das Military Cross (MC) und im März 1916 die Military Medal (MM) eingeführt.
Für die meiste Zeit des Krieges gab es eine feste Quote für Auszeichnungen. An der Westfront waren es im Jahr ab dem 1. April 1917 monatlich 200 DSO und 500 MC. Während des gesamten Krieges wurden an der Westfront 500 VC, 6.768 DSO, 31.793 MC, 21.041 DCM und 110.342 MM verliehen. Um die Männer bei Laune zu halten, wurden Rennen, Konzerte einschließlich Drag Acts, Ausflüge ans Meer und Fußballspiele organisiert. Es gab verschiedene inoffizielle Publikationen, darunter die „Wipers Times“, die einen Einblick in die Ansichten der einfachen Soldaten und Unteroffiziere gaben.

## Ausrüstung

### Infanterie
Das Ordonanzgewehr der British Army war das 1907 eingeführte Short Magazine Lee-Enfield Rifle Mk III. Es hatte eine Länge von 1,13 m, und wog 3,9 kg. Sowohl die Infanterie als auch die Kavallerie war damit ausgestattet. Daneben war ein Großteil der regulären Armee weiterhin mit dem Long Magazine Lee-Enfield Rifle Mk I ausgestattet. Dieses Gewehr war 12 cm länger und 300 g schwerer. Der Webley Mk IV., V. und VI. .455 Revolver war die Standardpistole für britische Offiziere während des Ersten Weltkriegs. Das 1903 eingeführte Schwertbajonett  hatte eine 30 cm lange, nicht gezackte Klinge. Es wurde in einer Lederscheide mit Metallbeschlägen an beiden Enden getragen und mit einer Lederschlaufe, dem sogenannten Frosch, am Gürtel aufgehängt. 1907 wurde ein 42 cm langes Bajonett für das Short Magazine Lee-Enfield Rifle Mk III eingeführt. Die Klinge war auf beiden Seiten mit einer Hohlkehle versehen.

## Kriegsschauplätze

### Westfront
Unter dem Kommando von Feldmarschall Sir John French begann die British Expeditionary Force bereits wenige Tage nach der Kriegserklärung mit der Verlegung nach Frankreich. Dabei kam es am 23. und 24. August 1914 bei Mons zu ersten Kämpfen mit deutschen Truppen. Nach einem geordneten Rückzug der Alliierten aus Mons verloren sie am 26. August die Schlacht von Le Cateau. In der Ersten Marneschlacht (5. bis 12. September 1914) konnte das BEF den deutschen Vormarsch kurzzeitig aufhalten. Das BEF nahm an der Gegenoffensive an der Aisne (12. bis 28. September 1914) teil, während und nach der beide Kriegsparteien den „Wettlauf zum Meer“ (bis zum 19. Oktober 1914) betrieben. Das Jahr 1914 endete für das BEF mit der Ersten Flandernschlacht (20. Oktober bis 18. November). Sie markierte den Beginn eines langen Kampfes um den Ypern-Frontbogen. Die britische Armee war mit etwa 82.000 Infanteristen in Frankreich eingetroffen. Am Ende der Schlacht hatte die BEF 50.000 bis 60.000 Tote zu beklagen.

1915 beherrschte der Grabenkrieg das Geschehen. Das BEF kämpfte eine Reihe kleinerer Schlachten, die manchmal mit größeren französischen Offensiven koordiniert wurden, wie die Schlacht von Neuve-Chapelle, die Schlacht von Aubers, die Schlacht von Festubert im Mai und die Schlacht von Givenchy im Juni. Am 22. April 1915 begann die deutsche Armee die Zweite Flandernschlacht, in der sie zum ersten Mal an der Westfront Giftgas einsetzte und einen großen Teil der Hochebene um den Frontbogen einnahm. Im September 1915 war der BEF mit dem Einzug der ersten Divisionen von Kitcheners Neuer Armee verstärkt worden. Sie begannen am 25. und 26. September 1914 die Schlacht bei Loos mit einem Großangriff und setzten zum ersten Mal ein Giftgas (140 Tonnen Chlorgas) ein. Allerdings war es am gesamten Frontabschnitt windstill. Das Gas hing wirkungslos über dem Niemandsland hing und strömte teilweise sogar in die britischen Stellungen zurück. Viele britische Soldaten nahmen vorzeitig ihre schlechten Gasmasken ab und wurden von dem Gas verletzt oder getötet.
Der Misserfolg der Schlacht bei Loos und die hohen britischen Verluste waren Gründe dafür, dass Feldmarschall French am 19. Dezember 1915 von General Douglas Haig ihn als Oberbefehlshaber der BEF abgelöst wurde.

Für die britische Armee stand das Jahr 1916 ganz im Zeichen der Schlacht an der Somme. Der erste Tag an der Somme ist bis heute der blutigste Tag in der Geschichte der britischen Armee: 19.240 britische Soldaten wurden getötet und 38.230 wurden verwundet oder waren vermisst. Der einzige wirkliche Erfolg war im Süden zu verzeichnen, wo alle Ziele, einschließlich Montauban und Mametz, eingenommen wurden. Es folgten viereinhalb Monate der Zermürbung, in denen die Vierte Armee von General Henry Rawlinson und die Fünfte Armee von General Hubert Gough durchschnittlich 8 km vorrückten und dabei 420.000 Mann Verluste erlitten.

Im Februar 1917 begann die deutsche Armee, sich auf die Hindenburglinie zurückzuziehen. Im April wurden diese gewaltigen Verteidigungsanlagen in der Schlacht von Arras angegriffen. Mit dem Ende der Schlacht am 16. Mai hatten die britischen Truppen zwar erhebliche Fortschritte gemacht, konnten aber zu keinem Zeitpunkt einen größeren Durchbruch erzielen. Nachdem der Durchbruch nicht gelungen war, verfolgte Haig nun den von ihm favorisierten Plan, eine Offensive in Flandern zu starten. In einer erfolgreichen Voroperation nahm die Zweite Armee von General Herbert Plumer den Messines-Kamm südlich von Ypern ein. Mit Beginn der dritten Flandernschlacht am 31. Juli 1917 standen die britischen Truppen vor der schwersten Herausforderungen, die sie während des Krieges zu bewältigen hatten.

Es dauerte bis zum 6. November, bis der Bergrücken von Passchendaele eingenommen wurde. Zu diesem Zeitpunkt hatte das BEF rund 310.000 Verluste erlitten. Das Jahr 1917 endete für die britische Armee mit der Schlacht von Cambrai, die das Potenzial von Panzern im Masseneinsatz demonstrierte. Der Befehlshaber der Dritten Armee, General Julian Byng, plante einen umfassenden Durchbruch und erzielte bereits am ersten Tag einen beispiellosen Vorstoß von 8 km. Ihm fehlten aber die Reserven, um diesen fortzusetzen oder zu festigen. Einem deutschen Gegenangriff gelang die Rückeroberung der meisten verlorenen Gebiete.

Das letzte Kriegsjahr – 1918 – begann mit einem Misserfolg und endete mit einem Triumph. Am 21. März 1918 startete General Erich Ludendorff die Frühjahrsoffensive. Diese sollte die Alliierten an der Westfront besiegen, bevor die American Expeditionary Force (AEF) den Ausschlag zu Gunsten der Alliierten geben würde. Die Hauptlast des ersten Schlags – der Operation Michael – fiel auf die Fünfte Armee von General Hubert Gough, die zum Rückzug gezwungen wurde. Als Reaktion wurde der französische General Ferdinand Foch zum Generalissimus (Oberbefehlshaber) der alliierten Streitkräfte an der Westfront ernannt und unterstellte die BEF seiner militärischen Führung. Der nächste deutsche Angriff erfolgte südlich von Ypern in der Schlacht an der Lys, wo sich das BEF ebenfalls zurückzog. Eine dritte deutsche Großoffensive, die vor allem die Franzosen traf, wurde schließlich im Juni an der Marne gestoppt. Am 8. August eröffnete die Vierte Armee von General Rawlinson die Schlacht von Amiens, die den Beginn der Hundert-Tage-Offensive, der letzten Vorstoß der Alliierten an der Westfront, darstellte.

### Balkan
Auf Ersuchen der griechischen Regierung wurde in Thessaloniki eine neue Front eröffnet, um die serbischen Streitkräfte zu unterstützen und Bulgarien entgegenzutreten. Die ersten Truppen der britischen Saloniki-Armee trafen im Oktober 1916 in Griechenland ein, jedoch zu spät, um den Rückzug der serbischen Armee nach Albanien und Griechenland zu verhindern. Zwischen 1916 und 1917 trafen weitere britische, französische und russische Truppen ein und wurden unter dem Oberbefehl des französischen Generals Maurice Sarrail als Alliierte Orientarmee zusammengefasst. Mit dem Ziel, die bulgarische Armee zu vernichten, starteten die Franzosen und Briten im April 1917 eine neue Offensive, die jedoch ohne nennenswerten Erfolg blieb. Es kam zu einer Pattsituation, ohne Bewegung auf einer der beiden Seiten. Die Situation dauerte bis zum 18. September 1918, als die britische und die griechische Armee unter dem Kommando von General George Milne im Doiran-See-Sektor angriffen. Die bulgarische Armee – nun auf dem Rückzug – unterzeichnete am 30. September 1918 einen Waffenstillstand.

### Italien
Italien trat am 5. Mai 1915 auf Seiten der Alliierten in den Krieg ein und erklärte Österreich-Ungarn am 23. Mai 1915 und Deutschland am 28. August 1916 den Krieg. Die Beteiligung der britischen Armee am Italienfeldzug begann Ende 1917, als Truppen entsandt wurden, um eine Niederlage an der italienischen Front zu verhindern. Am 24. Oktober 1917 brach die Zweite Italienische Armee in der Schlacht von Caporetto zusammen und die Italiener waren gezwungen, sich an den Fluss Piave zurückzuziehen. Dort erhielten sie Verstärkung durch fünf britische und sechs französische Divisionen unter dem Kommando von General Herbert Plumer. Den verstärkten Italienern gelang es, den österreichisch-ungarischen Vormarsch in der Zweiten Schlacht am Piave aufzuhalten. Während des alliierten Gegenangriffs im Oktober 1918 brach die österreichisch-ungarische Armee nach schweren Verlusten in der Schlacht von Vittorio Veneto zusammen. Kurz darauf, am 3. November 1918, wurde ein Waffenstillstand unterzeichnet.

### Afrika
Afrika war von Anfang an ein Kriegsschauplatz. 1914 begann der Ostafrika-Feldzug gegen die deutschen Truppen unter Paul von Lettow-Vorbeck. Die meisten britischen Operationen wurden von afrikanischen Askari-Einheiten wie den King’s African Rifles (KAR), südafrikanischen oder indischen Armeeeinheiten durchgeführt. Die britischen Truppen wurden abwechselnd von General Horace Smith-Dorrien, dem südafrikanischen General Jan Smuts und dem britischen General Arthur Reginald Hoskins geführt. Die deutschen Truppen blieben unbesiegt und kapitulierten am 25. November 1918, 14 Tage nach dem Waffenstillstand in Europa. Zudem kämpften britische Kolonialtruppen bzw. südafrikanische Einheiten in Kamerun, Togo und Südwestafrika.

### Dardanellen
Die Türkei war am 31. Oktober 1914 auf deutscher Seite in den Krieg eingetreten. Eine ihrer ersten Handlungen bestand darin, die Dardanellen für die Alliierten zu sperren. Im April 1915, nachdem der Versuch der Royal Navy, die Dardanellen zu erobern, gescheitert war, landeten britische australische und neuseeländische Einheiten unter dem Kommando von General Ian Hamilton auf der Halbinsel Gallipoli. Die wichtigsten britischen Angriffe waren die erste, zweite und dritte Schlacht von Krithia. Dabei handelte es sich um eine Reihe von Angriffen gegen die türkischen Verteidigungsanlagen, die darauf abzielten, die ursprünglichen Ziele vom 25. April 1915 zu erobern. Alle Angriffe scheiterten. Im August fand eine weitere Landung in der Suvla-Bucht statt. Der letzte britische Versuch, die Offensive wiederzubeleben, erfolgte am 21. August mit Angriffen auf den Scimitar Hill und den Hill 60. Die Kontrolle über diese Hügel hätte die Anzac- und die Suvla-Front zusammengeführt, aber keine der beiden Einsätze war erfolgreich. Als die Kämpfe um den Hügel 60 am 29. August eingestellt wurden, war die Schlacht um die Sari-Bair-Höhen und damit die Schlacht um die Halbinsel praktisch beendet; im Januar 1916 zogen sich die Alliierten zurück. Die Schätzungen über die Verluste schwanken stark, aber von den rund 480.000 alliierten Truppen, die an dem Feldzug beteiligt waren, wurden 180.000 verwundet und 44.000 starben, darunter 20.000 Briten.

### China
Ein britisches Kontingent aus Tientsin wurde zur Teilnahme an der Belagerung von Tsingtau entsenden. Die 1.500 Mann starke Truppe bestand aus Soldaten des 2. Bataillons der South Wales Borderers, zu denen später zwei Kompanien der 36th Sikhs stießen. Gemeinsam mit weitaus größeren japanischen Verbänden wurde der deutsche Stützpunkt im November 1914 erobert.